# Mercury Montego
Der Mercury Montego war ein vom US-amerikanischen, zum Ford-Konzern gehörigen Automobilhersteller Mercury von 1967 bis 1976 und von 2004 bis 2007 hergestelltes Modell der dortigen intermediate-Klasse (Obere Mittelklasse).
Die Bezeichnung Montego verwendete Ford erstmals im Jahr 1966/67 an einem Modell der nur in Kanada verkauften Marke Meteor.
Der Montego der 1960er-/1970er-Jahre war der Nachfolger des Mercury Comet und das Parallelmodell zum Ford Torino.
Der Montego der Jahre 2004 bis 2007 war Nachfolger des Mercury Sable und Schwestermodell des Ford Five Hundred.

## Montego (1967–1971)
Der Mercury Montego entwickelte sich parallel zum Ford Torino. So wie der Torino 1968 als höherwertige Version des Ford Fairlane eingeführt worden war, stellte der Montego zunächst eine exklusive Ausführung des Fairlane-Pendants Mercury Comet dar. Zu Beginn des Modelljahrs 1970 entfiel bei Ford die Modellbezeichnung Fairlane und bei Mercury der Name Comet, sodass die Mittelklassemodelle nun einheitlich Ford Torino bzw. Mercury Montego hießen.
Den Montego gab es in den Jahren 1968 und 1969 als Coupé, Limousine, Cabriolet und Kombi in den Ausstattungsversionen Basis und MX. Als Antrieb dienten ein 3,3-Liter-Sechszylinder oder V8-Motoren mit Hubräumen von 4,9 bis 7,0 Litern. Vom Montego abgeleitet war die sportliche Version Cyclone. 1969 wurde der Basismotor auf 4,1 Liter vergrößert.
Für die Baujahre 1970 und 1971 erhielt der Montego eine neu gestaltete Karosserie. Sie war weiterhin selbsttragend konstruiert. Der Montego hatte anders als sein Ford-Pendant Torino einen deutlich hervortretenden Kühlergrill im sogenannten Knudsen-Stil und wahlweise waren verdeckte Scheinwerfer bestellbar. Der Montego wurde weiterhin von großen Sechs- und Achtzylindermotoren mit Hubräumen von 4,1 und 7,2 Litern angetrieben. Ab 1970 gliederte sich die Modellpalette in Montego, Montego MX und MX Brougham.
Vom Montego der ersten Generation wurden insgesamt rund 371.000 Stück produziert.

## Montego (1972–1976)
Im Herbst 1971 erschien ein neuer Montego mit unveränderter Technik, aber erneuerter Karosserie. Der Montego war das Mercury-Pendant zum Ford Torino. Zugleich kam als Ersatz für den entfallenen Cyclone ein Montego GT Coupé mit Fließheck ins Programm, die übrigen Montego Coupés behielten ihr Stufenheck. Modellangebot und Hubraumgrößen blieben ansonsten unverändert.
Ab 1974 war im Montego kein Sechszylinder mehr lieferbar, Basismotor war nun der 4,9-Liter-V8, ab 1975 ein 5,8-Liter. Ebenfalls 1974 entfiel der Montego GT ersatzlos und der Siebenliter wurde durch einen 7,5 Liter großen V8 ersetzt.
Der Nachfolger des Montego wurde ab 1977 unter der Bezeichnung Mercury Cougar angeboten.

Der Montego der zweiten Generation entstand in 506.191 Exemplaren.

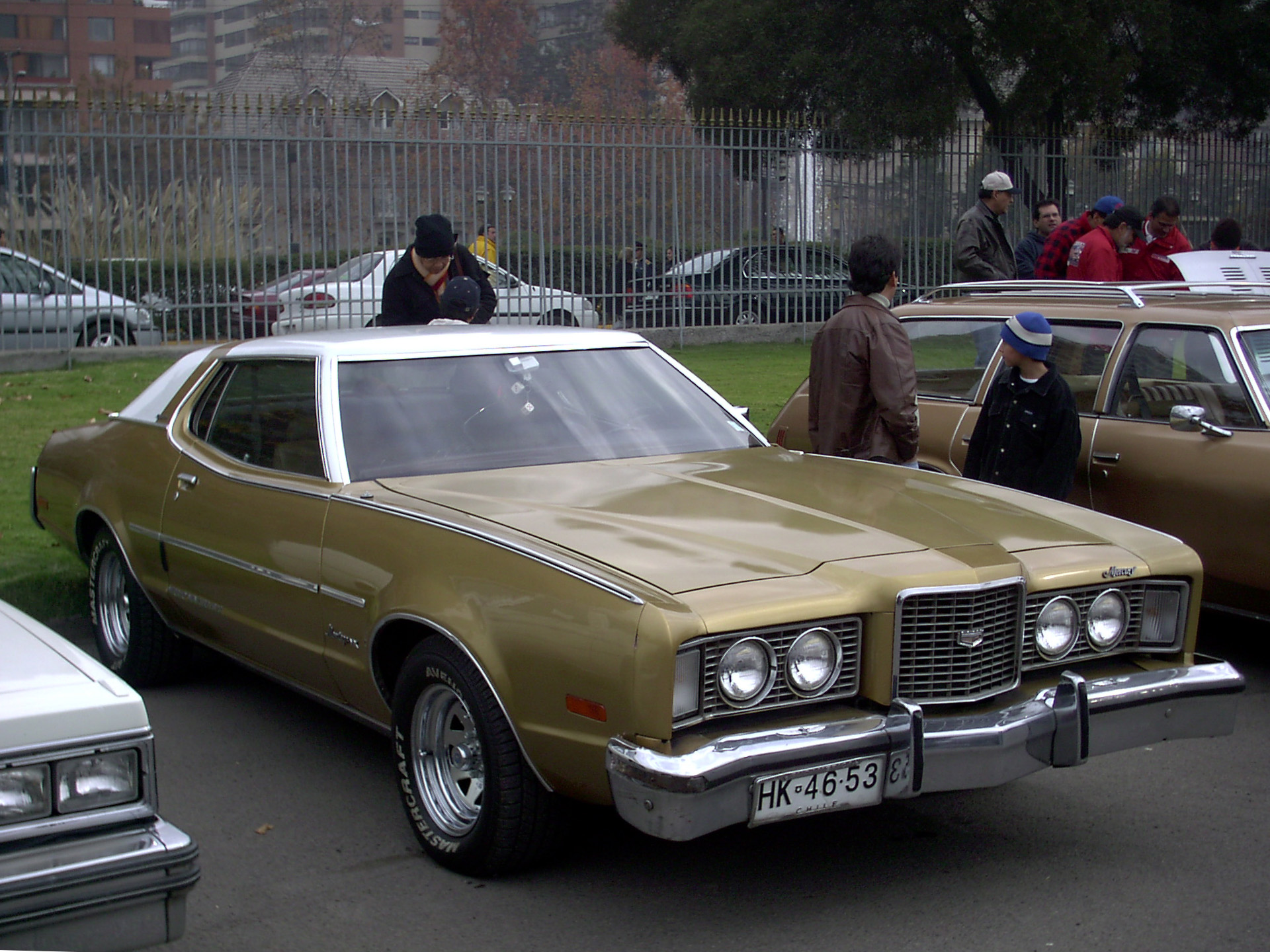
Mercury Montego MX (1973)
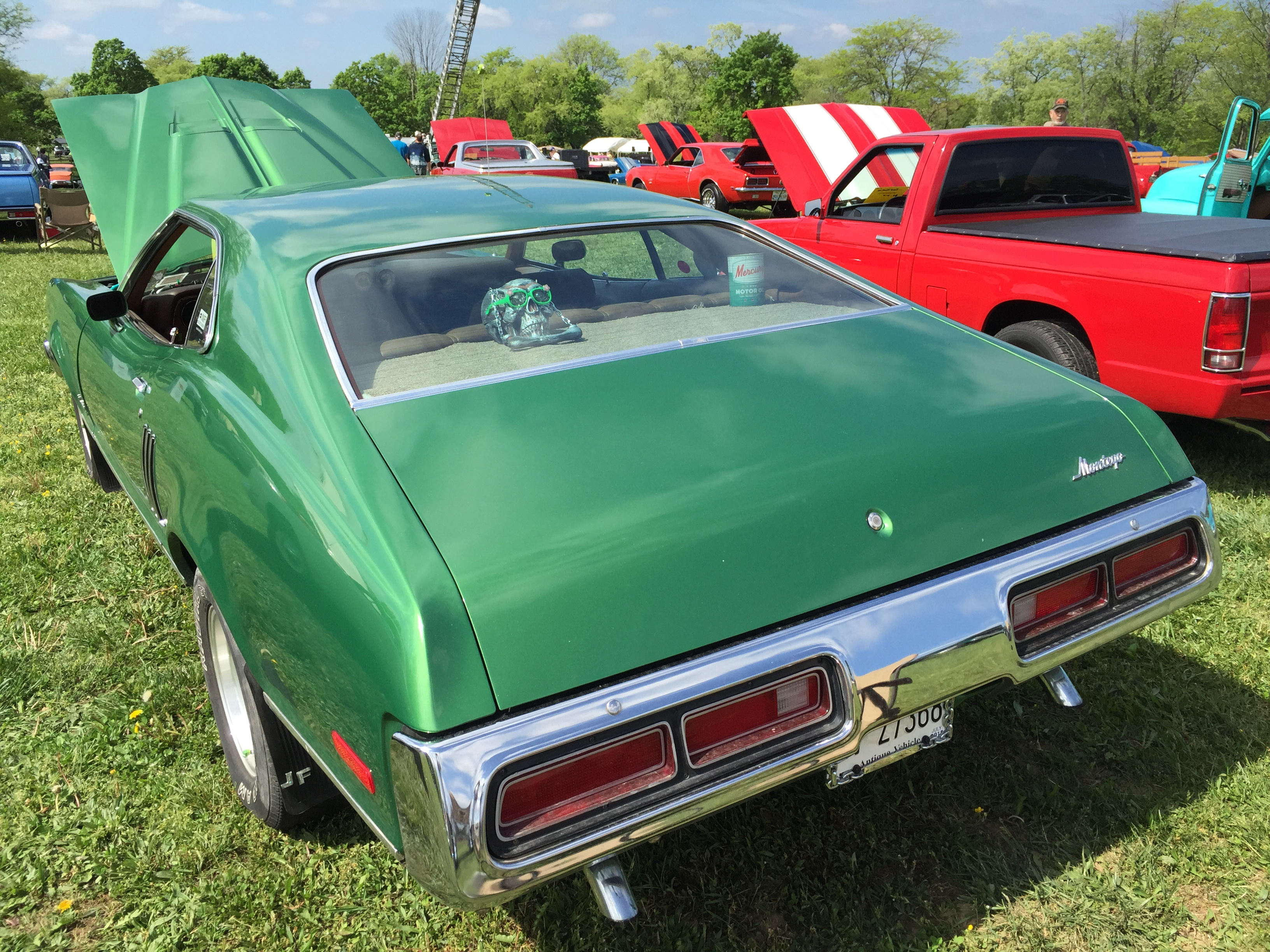
Mercury Montego GT Fastback (1973)
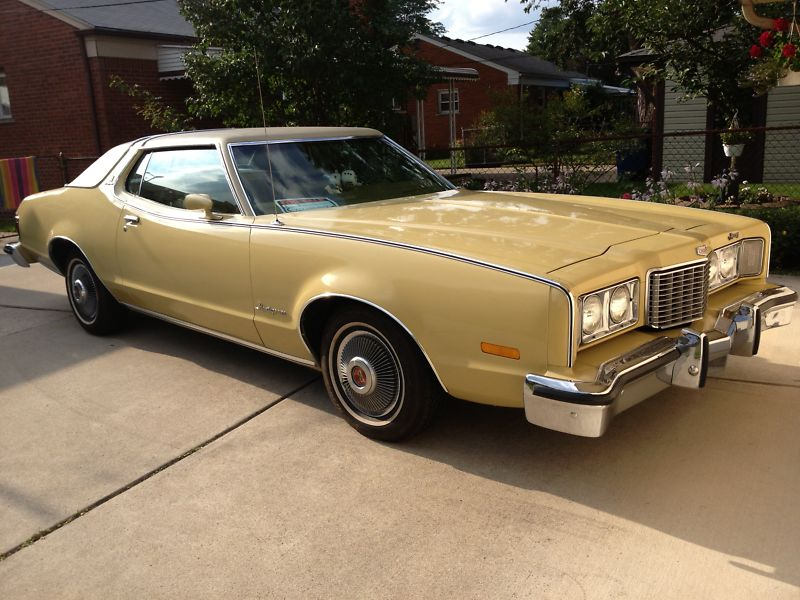
Mercury Montego MX Brougham (1974)
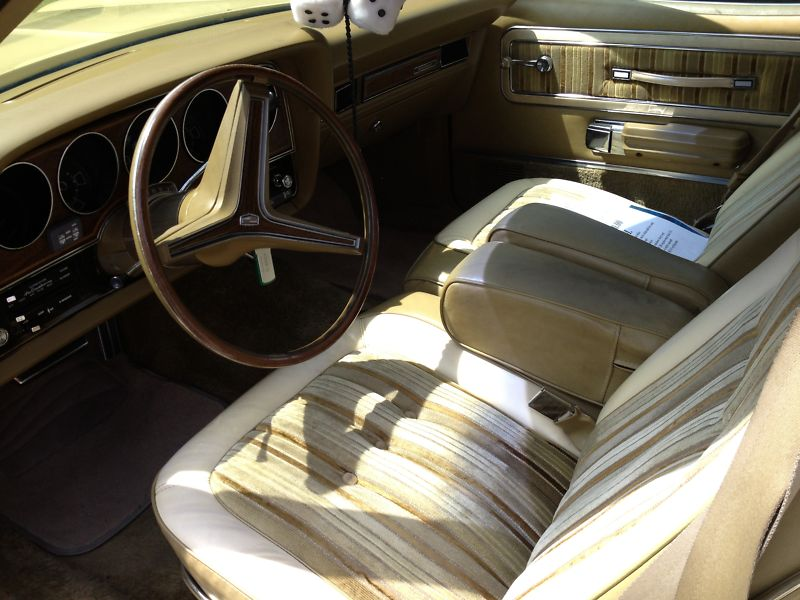
Innenraum
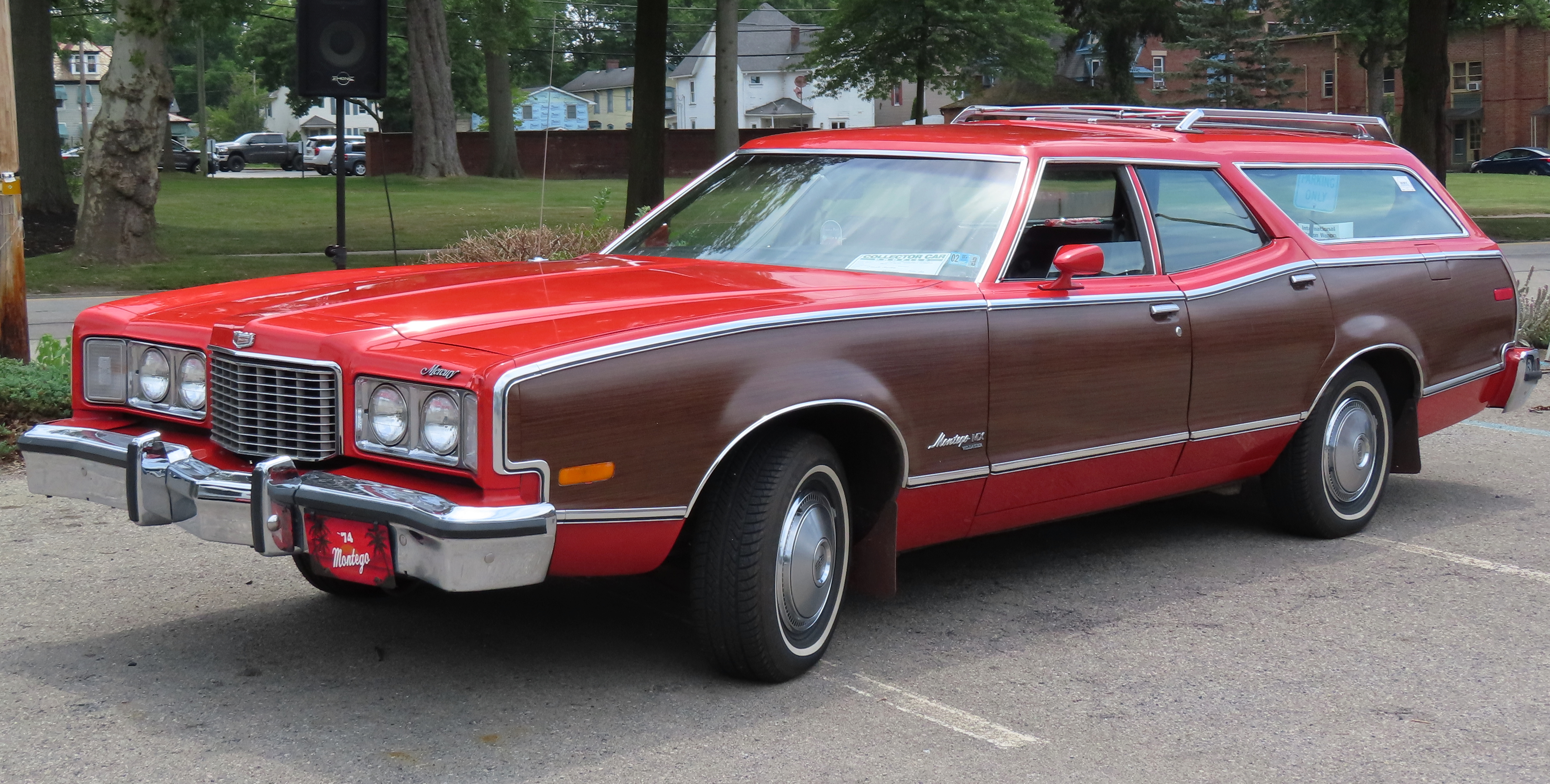
Mercury Montego MX Villager (1974)
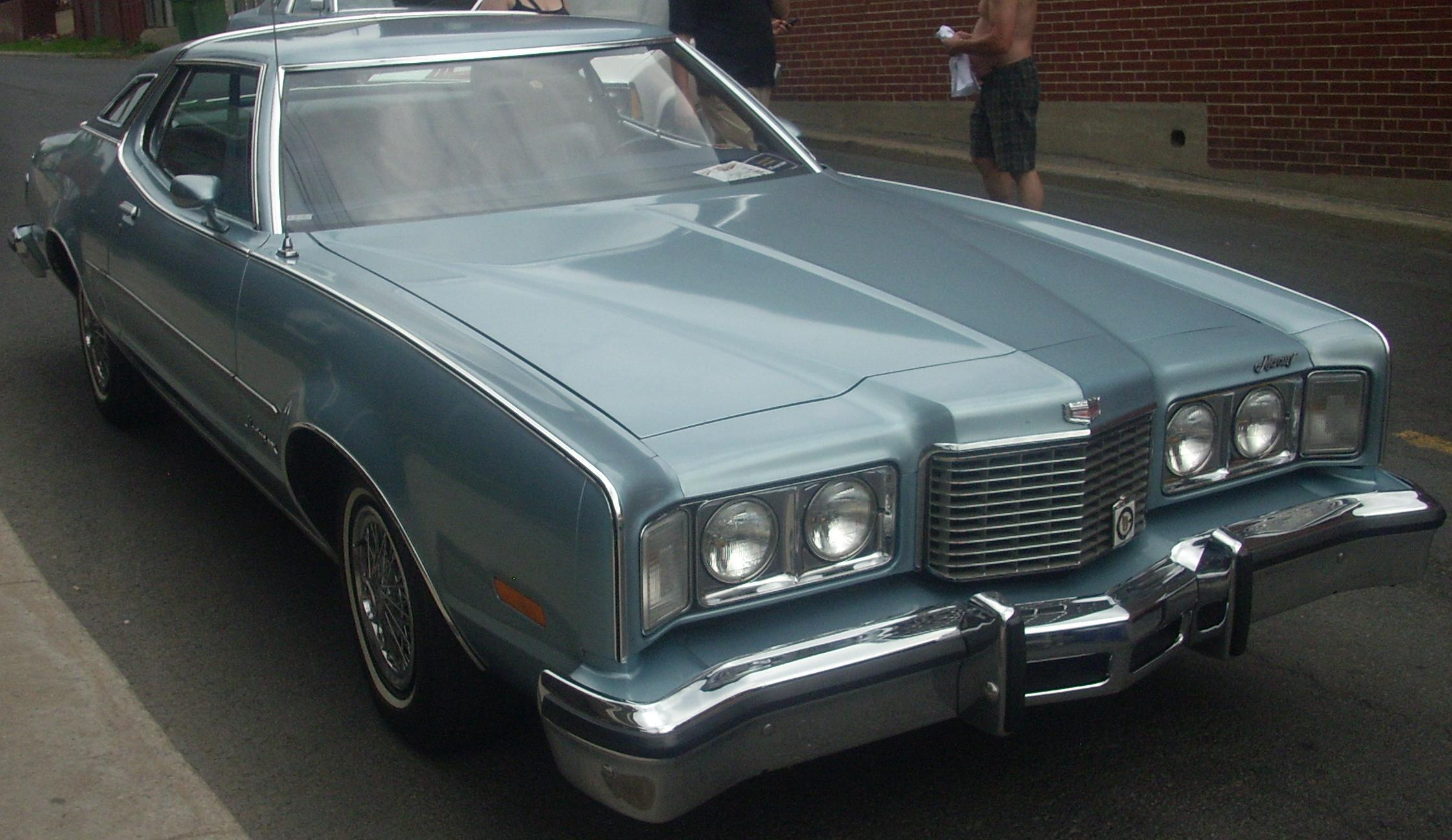
Mercury Montego (1975)
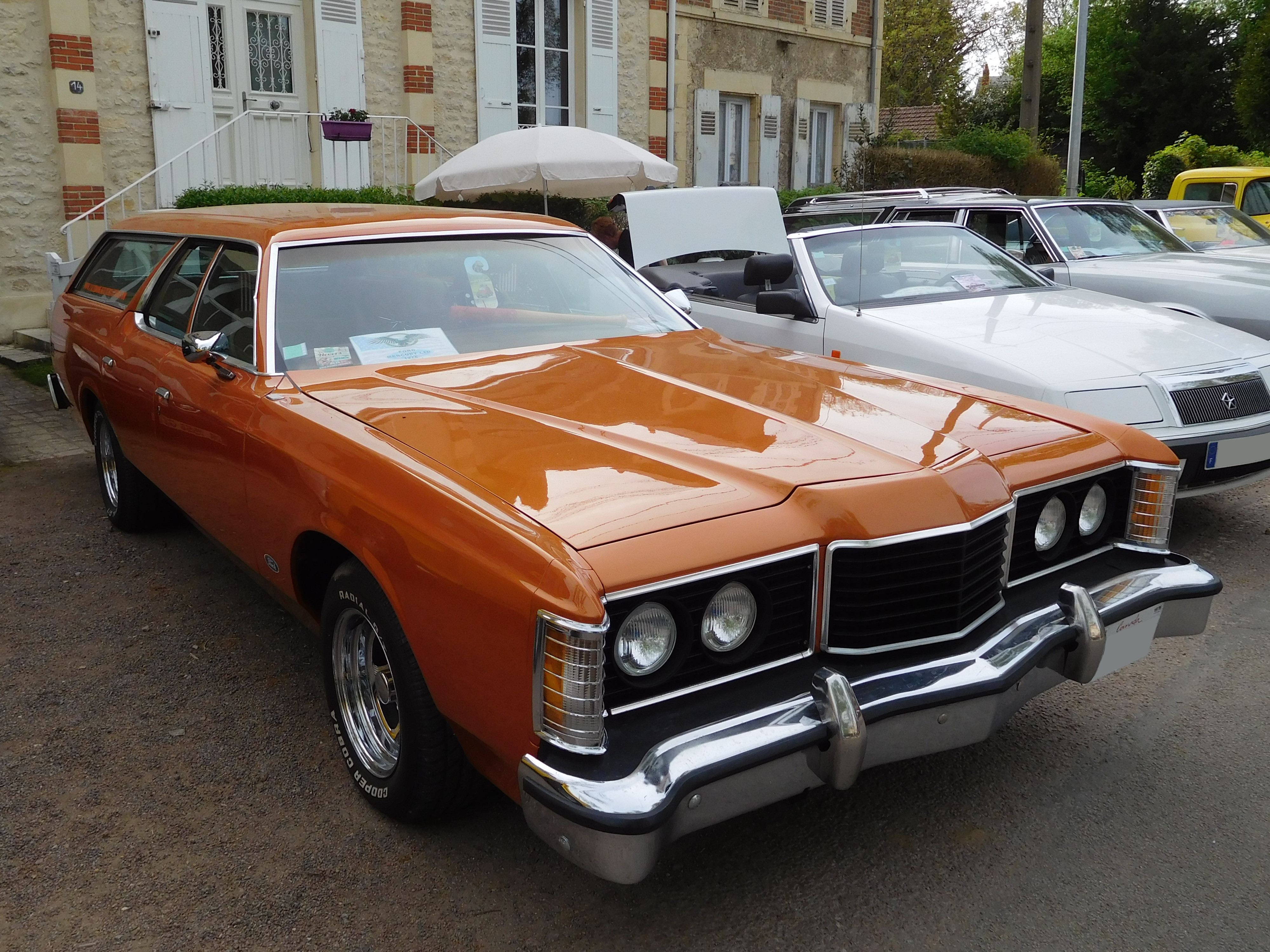
Mercury Montego Villager (1976)

## Montego (2004–2007)
Im Jahr 2004 erschien der Montego genannte Nachfolger des Mercury Sable, der einen Dreiliter-V6 und Frontantrieb aufwies. Der Montego wurde aber bereits nach drei Jahren einem großen Facelift unterzogen und wurde seitdem unter der Bezeichnung des Vorgängers angeboten.

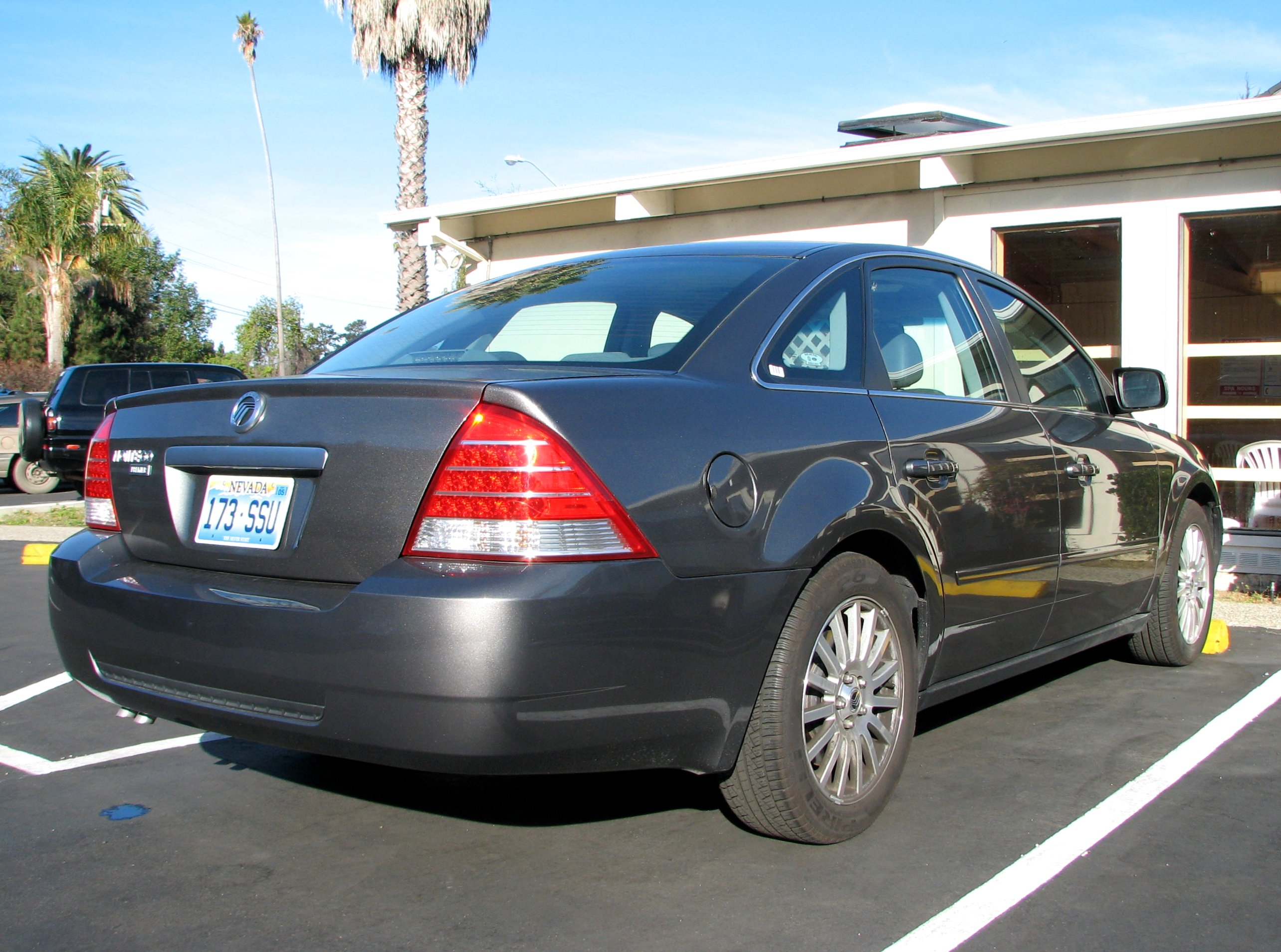
Heckansicht
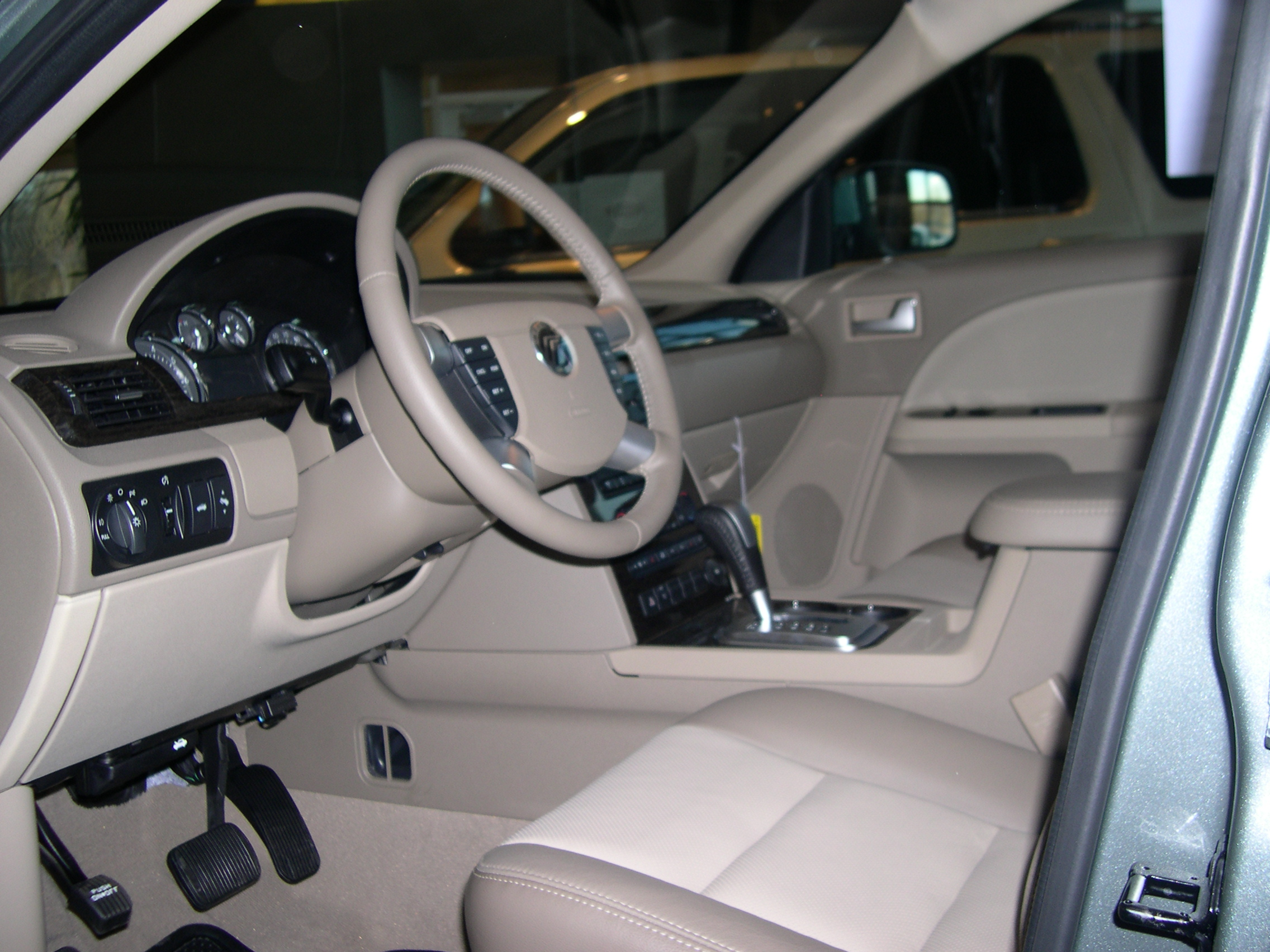
Innenraum